# Gruppo algebrico
In matematica e in particolare in geometria algebrica, un gruppo algebrico (o varietà gruppo) è un gruppo che è anche una varietà algebrica e le operazioni di moltiplicazione e inversione sono mappe regolari sulla varietà.
In termini di teoria delle categorie, un gruppo algebrico è un oggetto gruppo nella categoria delle varietà algebriche.

## Classi di gruppi algebrici
Diverse importanti classi di gruppi sono gruppi algebrici, tra cui:
- i gruppi finiti;
- il gruppo {\displaystyle \mathrm {GL} (n,\mathbb {C} ),} cioè il gruppo lineare generale delle matrici invertibili di ordine {\displaystyle n} su {\displaystyle \mathbb {C} ;}
- le curve ellittiche.

Ci sono due importanti classi di gruppi algebrici, che solitamente vengono studiati separatamente: le varietà abeliane (la teoria "proiettiva") e i gruppi algebrici lineari (la teoria "affine"). Queste due classi non comprendono tutti i gruppi algebrici, infatti vi sono esempi che non appartengono né a una né all'altra classe: esempi di questo tipo sorgono nella moderna teoria degli integrali del secondo e terzo tipo come la funzione zeta di Weierstrass o la teoria dei jacobiani generalizzati. Ma per il teorema di struttura di Chevalley ogni gruppo algebrico è un'estensione di una varietà abeliana di un gruppo algebrico lineare. Questo è il risultato di Claude Chevalley: se {\displaystyle K} è un campo perfetto e {\displaystyle G} è un gruppo algebrico su {\displaystyle K,} allora esiste un unico sottogruppo chiuso normale {\displaystyle H} in {\displaystyle G,} tale che {\displaystyle H} è un gruppo lineare e {\displaystyle G/H} è una varietà abeliana.
Da un altro teorema di base segue che qualsiasi gruppo nella categoria delle varietà affini ha una rappresentazione lineare fedele di dimensione finita, infatti lo si può considerare come un gruppo di matrici sul campo {\displaystyle K,} definito da polinomi su {\displaystyle K} e con la moltiplicazione tra matrici come operazione di gruppo. Per questa ragione un concetto di gruppo algebrico affine è ridondante su un campo, infatti possiamo usare una definizione esplicita. Ciò significa che il concetto di gruppo algebrico è più forte del concetto di gruppo di Lie sul campo dei numeri reali: ci sono esempi come il rivestimento universale del gruppo speciale lineare {\displaystyle 2\times 2} che sono gruppi di Lie, ma non hanno una rappresentazione lineare fedele. Una differenza più evidente tra i due concetti è che la componente dell'identità di un gruppo algebrico affine {\displaystyle G} è necessariamente di indice finito in {\displaystyle G.}
Quando si vuole lavorare su un anello base {\displaystyle R} (commutativo) invece che su un campo, esiste il concetto di schema gruppo: cioè un oggetto gruppo nella categoria di schemi su {\displaystyle R.} Lo schema gruppo affine è il concetto duale di un certo tipo di algebra di Hopf. Esiste una teoria piuttosto raffinata degli schemi gruppo, che viene usata, per esempio, nella teoria contemporanea delle varietà abeliane.

## Sottogruppo algebrico
Un sottogruppo algebrico di un gruppo algebrico è un sottogruppo chiuso rispetto alla topologia di Zariski. Generalmente si richiede che siano anche connessi (o irriducibili come varietà).
Un altro modo di esprimere la condizione è come un sottogruppo che è anche una sottovarietà.
Ciò può anche essere generalizzato considerando schemi al posto di varietà. L'effetto principale di questo in pratica, oltre a consentire sottogruppi in cui la componente connessa è di indice finito maggiore di 1, è quello di ammettere schemi non ridotti, in caratteristica {\displaystyle p.}

## Gruppi di Coxeter
Esistono numerosi risultati analoghi tra gruppi algebrici e gruppi di Coxeter: ad esempio, il numero di elementi del gruppo simmetrico è {\displaystyle n!} e il numero di elementi del gruppo lineare generale su un campo finito è il {\displaystyle q}-fattoriale {\displaystyle [n]q!.} Quindi il gruppo simmetrico si comporta come se fosse un gruppo lineare sul "campo con un elemento". Ciò è formalizzato dal campo con un elemento, che considera i gruppi di Coxeter come semplici gruppi algebrici sul campo con un elemento.

## Glossario dei gruppi algebrici
Per studiare e classificare i gruppi algebrici si usano diversi approcci e differenti nozioni matematiche. Nel seguito, {\displaystyle G} indica un gruppo algebrico su un campo {\displaystyle K.}
| Nozione                                           | Spiegazione | Esempi | Note |
| ------------------------------------------------- | --- | --- | --- |
| Gruppo algebrico lineare.                         | Un sottogruppo chiuso di Zariski di {\displaystyle {\rm {GL}}_{n}} per qualche {\displaystyle n.}                                     | Il gruppo lineare speciale {\displaystyle {\rm {SL}}_{n}.} | Ogni gruppo algebrico affine è isomorfo a un gruppo algebrico lineare e viceversa. |
| Gruppo algebrico affine.                          | Un gruppo algebrico che è una varietà affine.                                                                                         | Il gruppo lineare generale {\displaystyle {\rm {GL}}_{n},} un esempio di gruppo algebrico non affine è una curva ellittica.                                                      | La nozione di gruppo algebrico affine sottolinea l'indipendenza da qualsiasi inclusione in {\displaystyle {\rm {GL}}_{n}.} |
| Commutativo.                                      | Il gruppo (astratto) sottostante è abeliano.                                                                                          | Il gruppo additivo {\displaystyle {\mathbb {G} }_{a},} il gruppo moltiplicativo {\displaystyle {\mathbb {G} }_{m},} qualsiasi gruppo algebrico completo (vedi varietà abeliana). | |
| Gruppo diagonalizzabile.                          | Un sottogruppo chiuso di {\displaystyle (\mathbb {G} _{m})^{n},} il gruppo delle matrici diagonali (di ordine {\displaystyle n}).     | | |
| Gruppo algebrico semplice.                        | Un gruppo connesso che non ha sottogruppi normali non banali connessi.                                                                | Il gruppo lineare speciale {\displaystyle {\rm {SL}}_{n}.} | |
| Gruppo semisemplice.                              | Un gruppo algebrico affine con radicale banale.                                                                                       | Il gruppo lineare speciale {\displaystyle {\rm {SL}}_{n}}, il gruppo ortogonale speciale {\displaystyle {\rm {SO}}_{n}.}                                                         | In caratteristica zero, l'algebra di Lie di un gruppo semisemplice è un'algebra di Lie semisemplice. |
| Gruppo riduttivo.                                 | Un gruppo algebrico affine con radicale unipotente banale.                                                                            | Qualsiasi gruppo finito, il gruppo lineare generale {\displaystyle {\rm {GL}}_{n}.}                                                                                              | Ogni gruppo semisemplice è riduttivo. |
| Gruppo unipotente.                                | Un gruppo algebrico affine tale che tutti gli elementi siano unipotenti.                                                              | Il gruppo delle matrici triangolari superiori di ordine {\displaystyle n} con tutti gli elementi diagonali uguali a 1.                                                           | Ogni gruppo unipotente è nilpotente. |
| Toro                                              | Un gruppo che diventa isomorfo a {\displaystyle (\mathbb {G} _{m})^{n}} quando si passa alla chiusura algebrica di {\displaystyle K.} | Il gruppo ortogonale speciale {\displaystyle {\rm {SO}}_{2}.} | Si dice che {\displaystyle G} spezza su un campo {\displaystyle K'} contenente {\displaystyle K,} se {\displaystyle G} diventa isomorfo a {\displaystyle (\mathbb {G} _{m})^{n}} come gruppo algebrico su {\displaystyle K'.} |
| Gruppo dei caratteri {\displaystyle X^{*}(G).}    | Il gruppo dei caratteri, ossia gli omomorfismi di gruppo {\displaystyle G\to {\mathbb {G} }_{m}.}                                     | {\displaystyle X^{*}(\mathbb {G} _{m})\cong \mathbb {Z} .} | |
| Algebra di Lie {\displaystyle \mathrm {Lie} (G).} | Lo spazio tangente di {\displaystyle G} nell'elemento neutro.                                                                         | {\displaystyle {\rm {Lie}}({\rm {GL}}_{n})} è lo spazio di tutte le matrici di ordine {\displaystyle n.}                                                                         | Equivalentemente, lo spazio di tutte le derivazioni invarianti a sinistra. |